# محمودآباد (کرج)
محمودآباد (کرج)، روستایی از توابع بخش مرکزی شهرستان کرج در استان البرز ایران است.

## جمعیت
این روستا در دهستان کمال آباد قرار دارد و براساس سرشماری مرکز آمار ایران در سال ۱۳۸۵، جمعیت آن ۲٬۴۳۰ نفر (۶۸۰خانوار) بوده‌است.

### الحاق به کرج
شهرک‌ محمودیه در ۲ خرداد ۱۴۰۴  رسما از شهرستان ساوجبلاغ منفک و به شهر کرج الحاق شد. این تصمیم پس از تصویب در شورای اسلامی شهر کرج و تأیید نهایی در کمیته برنامه‌ریزی و زیربنایی وزارت راه و شهرسازی عملیاتی شد.